# Miklós Rosta (Handballspieler, 1969)
Miklós Rosta (* 31. Juli 1969 in Kapuvár) ist ein ehemaliger ungarischer Handballspieler. Sein Bruder István war ebenfalls Handballnationalspieler, sein Sohn Miklós ist aktueller Nationalspieler.

## Karriere
Miklós Rosta lief in seiner Heimat für Győri ETO KC auf, mit dem er 1989 und 1990 ungarischer Meister wurde. 1997 wechselte der 1,95 m große Kreisläufer zu Dunaferr SE, mit dem er 2000 erneut Meister wurde; 1998, 1999 und 2001 wurde man Zweiter. 2001 gewann man den ungarischen Pokal. International erreichte er mit Dunaferr im Europapokal der Pokalsieger 1999/2000 das Finale und im Europapokal der Pokalsieger 2001/02 das Halbfinale. Auch in der EHF Champions Trophy 2000 und im EHF-Pokal 2002/03 stand man in der Vorschlussrunde. Nachdem Rosta mit dem Verein von 2002 bis 2009 jeweils Dritter in der heimischen Liga geworden war, ließ er seine Karriere bei Mezőkövesdi KC ausklingen.
Mit der ungarischen Nationalmannschaft nahm Rosta an den Europameisterschaften 1998 und 2004 sowie an den Weltmeisterschaften 1995, 1997 und 2003 teil, 1995 und 1997 gemeinsam mit seinem Bruder István.
Rosta bestritt 129 Länderspiele, in denen er 149 Tore erzielte.